# Акапетауа (муниципалитет)
Акапетауа (исп. Acapetahua) — муниципалитет в Мексике, штат Чьяпас, с административным центром в одноимённом посёлке. Численность населения, по данным переписи 2020 года, составила 26 899 человек.

## Общие сведения
Название Acapetahua с языка науатль можно перевести как — владеющие тростниковыми петатами.
Площадь муниципалитета равна 559,8 км², что составляет 0,8 % от площади штата, а наиболее высоко расположенное поселение Эль-Мангаль, находится на высоте 67 метров.
Он граничит с другими муниципалитетами Чьяпаса: на северо-востоке с Акакоягуа и Эскуинтлой, на юго-востоке с Вилья-Комальтитланом, на северо-западе с Мапастепеком, а на юго-западе берега муниципалитета омываются водами Тихого океана.

## Учреждение и состав
Муниципалитет был образован в 1926 году, по данным 2020 года в его состав входит 207 населённых пунктов, самые крупные из которых:
| Код INEGI                  | Населённый пункт                                                                     | Численность населения (2005 год) | Численность населения (2010 год) | Численность населения (2020 год) |
| -------------------------- | ------------------------------------------------------------------------------------ | -------------------------------- | -------------------------------- | -------------------------------- |
| 003                        | Всего                                                                                | 24165                            | 27580                            | 26899                            |
| 0001                       | Акапетауа (исп. Acapetahua) 15°16′58″ с. ш. 92°41′21″ з. д. (административный центр) | 5375                             | 6194                             | 6247                             |
| 0046                       | Соконуско (исп. Soconusco) 15°18′56″ с. ш. 92°43′38″ з. д.                           | 2426                             | 2502                             | 2315                             |
| 0012                       | Консуэло-Улапа (исп. Consuelo Ulapa) 15°23′05″ с. ш. 92°47′36″ з. д.                 | 1819                             | 1937                             | 1765                             |
| 0005                       | Эль-Ареналь (исп. El Arenal) 15°10′25″ с. ш. 92°41′57″ з. д.                         | 1062                             | 1157                             | 1236                             |
| 0068                       | Хикильпан (исп. Jiquilpan (Estación Bonanza)) 15°20′28″ с. ш. 92°44′50″ з. д.        | 958                              | 1119                             | 1097                             |
| 0024                       | Мариано-Матаморос (исп. Mariano Matamoros) 15°15′22″ с. ш. 92°44′18″ з. д.           | 790                              | 776                              | 811                              |
| 0084                       | Лас-Крусес (исп. Las Cruces) 15°16′55″ с. ш. 92°44′02″ з. д.                         | 475                              | 603                              | 775                              |
| —                          | Прочие                                                                               | 11260                            | 13292                            | 12653                            |
| Названия на карте Генштаба |                                                                                      |                                  |                                  |                                  |

## Экономическая деятельность
По статистическим данным 2000 года, работоспособное население занято по секторам экономики в следующих пропорциях:
- сельское хозяйство и животноводство — 60,8 %;
- промышленность и строительство — 10,9 %;
- торговля, сферы услуг и туризма — 26,8 %;
- безработные — 1,5 %.

## Инфраструктура
По статистическим данным 2020 года, инфраструктура развита следующим образом:
- электрификация: 98,8 %;
- водоснабжение: 42 %;
- водоотведение: 95,9 %.

## Туризм
Основные достопримечательности:
- лиман Лас-Пальмас;
- биосферный заповедник Ла-Энкрусихада[исп.].